# Kasteel van Crayères
Het Kasteel van Crayères (in het Frans Château des Crayères) is een kasteel en sinds 1983 een hotel in Reims, gelegen aan de Boulevard Henri-Vasnier 64 in het domein van Crayères. De plannen werden ontworpen door architect Charles Dauphin. Het kasteel staat op de heuvel Saint-Nicaise en maakt sinds 2015 deel uit van het UNESCO-werelderfgoed “Heuvels, huizen en kelders van de Champagne”. Het is een voorbeeld van een directeurswoning geïntegreerd in een industrieel complex zoals dat aan het begin van de 19e en de 20ste eeuw werd ontworpen.

## Architectuur

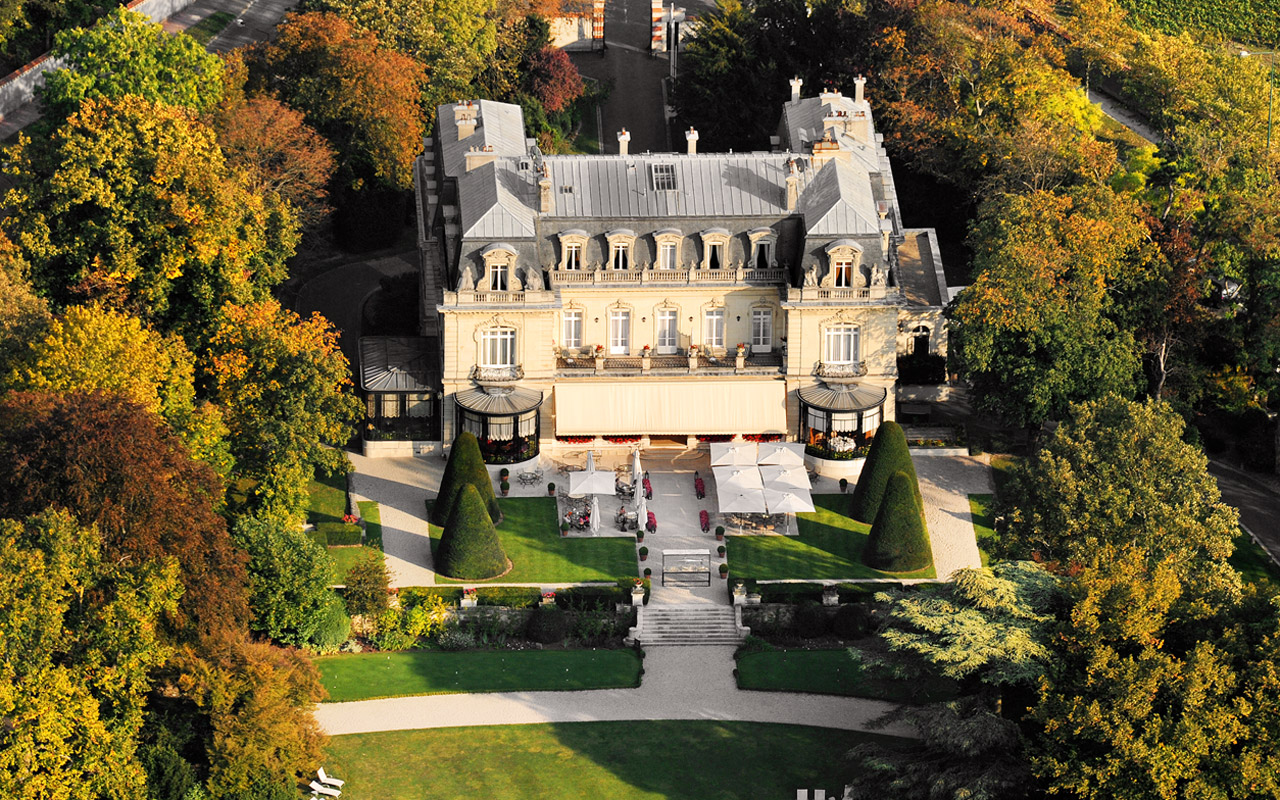
Uitzicht op het kasteel

Het kasteel heeft een U-vormig grondplan, bestaande uit een grote vleugel en twee lange zijvleugels. Het geheel is opgetrokken uit gehouwen steen en heeft 2 verdiepingen. De zolderverdieping is bedekt met leisteen en zink. Aan de tuinzijde is een groot terras omlijst door twee smeedijzeren veranda's. Het park werd aangelegd in Engelse stijl. Het domein is omgeven door een hoge muur die het park aan het zicht onttrekt.

## Geschiedenis

### Van de bouw tot aan de twee wereldoorlogen
Rond 1885 kocht Jeanne Alexandrine Pommery, hoofd van het champagnehuis Pommery, het landgoed Crayères. Dit landgoed had ze door de architect Redon laten ombouwen tot het Crayères-park. Het kasteel van Crayère werd tussen 1902 en 1904 gebouwd voor haar dochter Louise Pommery, markiezin de Polignac. De kleinzoon van Jeanne Alexandrine Pommery, Marie Charles Jean Melchior de Polignac, voorzitter en algemeen directeur van Pommery en lid van het Internationaal Olympisch Comité, woonde daar tussen 1910 en 1940.
Tijdens de Eerste Wereldoorlog raakten het kasteel en het park beschadigd, maar in 1920 werd alles naar de oorspronkelijke plannen herbouwd. Tijdens de Tweede Wereldoorlog was het leger er gelegerd. Aan de voet van het park bouwden de Duitsers zelfs een bunker om een radiocentrum te huisvesten. Het kasteel, gerestaureerd van 1947 tot 1955, werd opnieuw bewoond door het nieuwe hoofd van het Huis Pommery, graaf Charles de Polignac (1884-1962), en vervolgens door zijn opvolgers.

### Gastronomische plek
In 1979 werd het landgoed verkocht aan Xavier Gardinier en zijn groep. De familie Gardinier bewoonde het kasteel tot 1983 en transformeerde het daarna tot een gastronomische locatie en een hotel om gasten te verwelkomen die de terroirs en de geheimen van de productie van de Grandes Marques de Champagne kwamen ontdekken. Les Crayères openden hun met hout beklede lounges in 1983. Totdat de site werd overgenomen door de BSN-groep (inmiddels omgedoopt tot de Danone-groep), waren vader Gaston Boyer en later zoon Gérard de chefs van het 3-sterrenrestaurant voor de Michelingids. Na deze lange tussenperiode van achttien jaar als eigendom van BSN, keerde het landgoed in 2001 opnieuw terug naar de familie Gardinier. Na de wisseling van eigenaar en chef-kok in 2003 en het verlies van een ster het jaar daarop, was het Didier Elena, een van de pareltjes van het Ducasse-team, die de keuken overnam. Het was de architect Pierre-Yves Rochon die het interieurontwerp van de Crayères beoordeelde. In 2009 volgde Philippe Mille chef-kok Didier Elena op. In 2009 werd er, als uitbreiding van het restaurant, een brasserie geopend in de voormalige stallen van het kasteel, eveneens in het park, met toegang via de Avenue du Général-Giraud.

### UNESCO-werelderfgoed
Sinds 2015 is het een onderdeel van het UNESCO-werelderfgoed “Heuvels, huizen en kelders van de Champagne”. De villa bevindt zich op de heuvel van Saint-Nicaise in Reims en maakt in die context deel uit van het werelderfgoed, als onderdeel van het volledige champagneproductieproces.

Celle-ci comprend les clos de vignobles urbains, (...) et les résidences de prestige appartenant aux propriétaires des maisons (par exemple le château des Crayères et la villa Demoiselle).
— Hieronder vallen de stedelijke clos wijngaarden (...) en de prestigieuze woningen van de eigenaren van de champagnehuizen (bijvoorbeeld het Kasteel van Crayères en de Villa Demoiselle).

## Evenementen

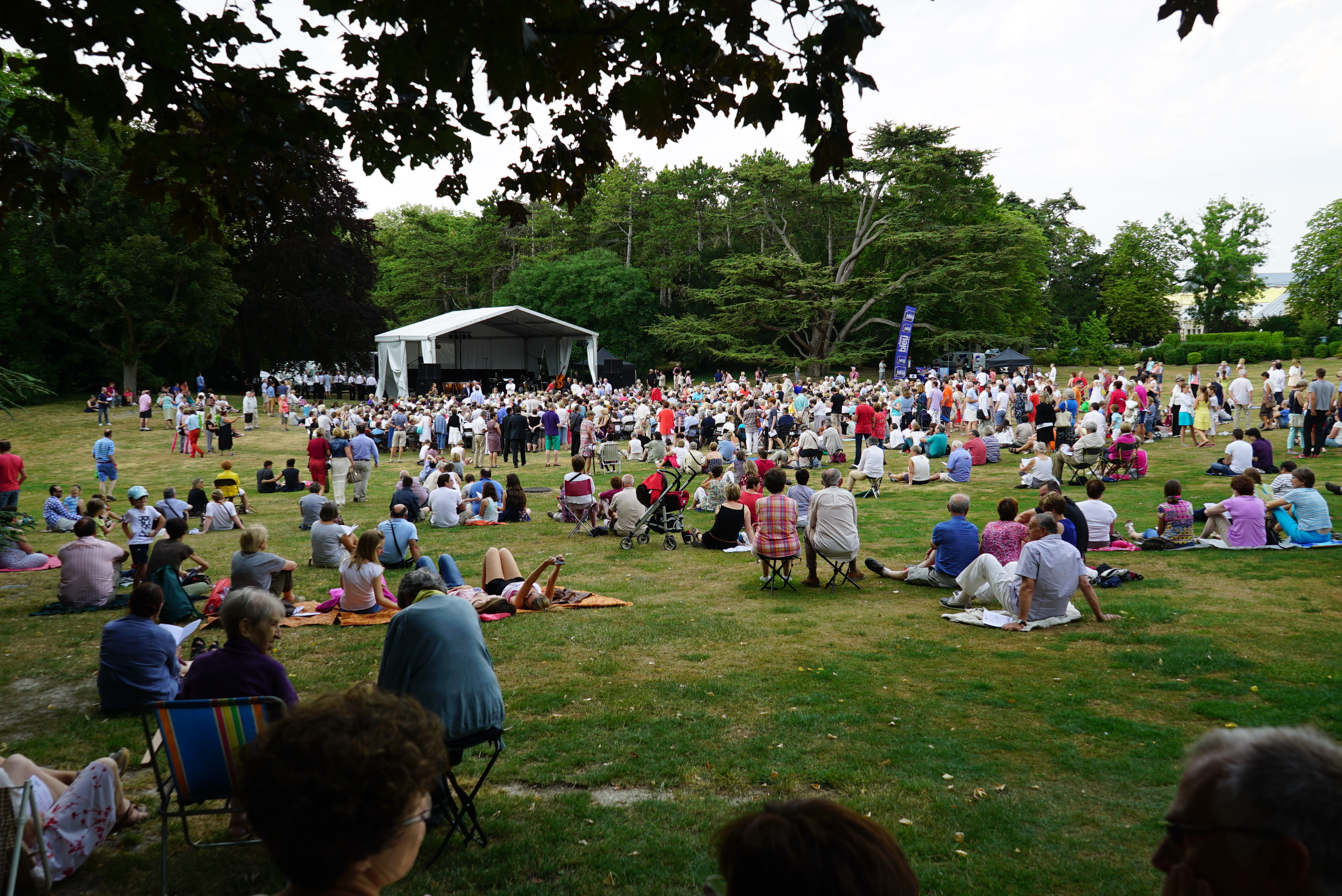
Het park tijdens de Muzikale Wandelingen van Reims

- Sinds 2010 wordt elk jaar eind september een producentenmarkt gehouden op Domaine Les Crayères.[7]
- Sinds 2011 organiseert het hotel ook een avond in de vorm van een picknick in het park van het Château des Crayères.[8]

## Varia
- Door de geografische ligging werd het hotel al meerdere malen uitgeroepen tot "het mooiste hotel ter wereld", onder meer door de New York Times in 2007.[9]
- De wijnkaart van het hotel is uitzonderlijk.[10] Ze bevat 9.000 flessen champagne van niet minder dan 530 champagnehuizen. In 2021 werd de wijnkaart herkend als de "Best Champagne List in Europe" door World Fine Wine.[10]
- Binnen de ommuring van het Domaine Les Crayères bevindt zich een wijngaard die eigendom is van het huis Pommery.

## Afbeeldingen

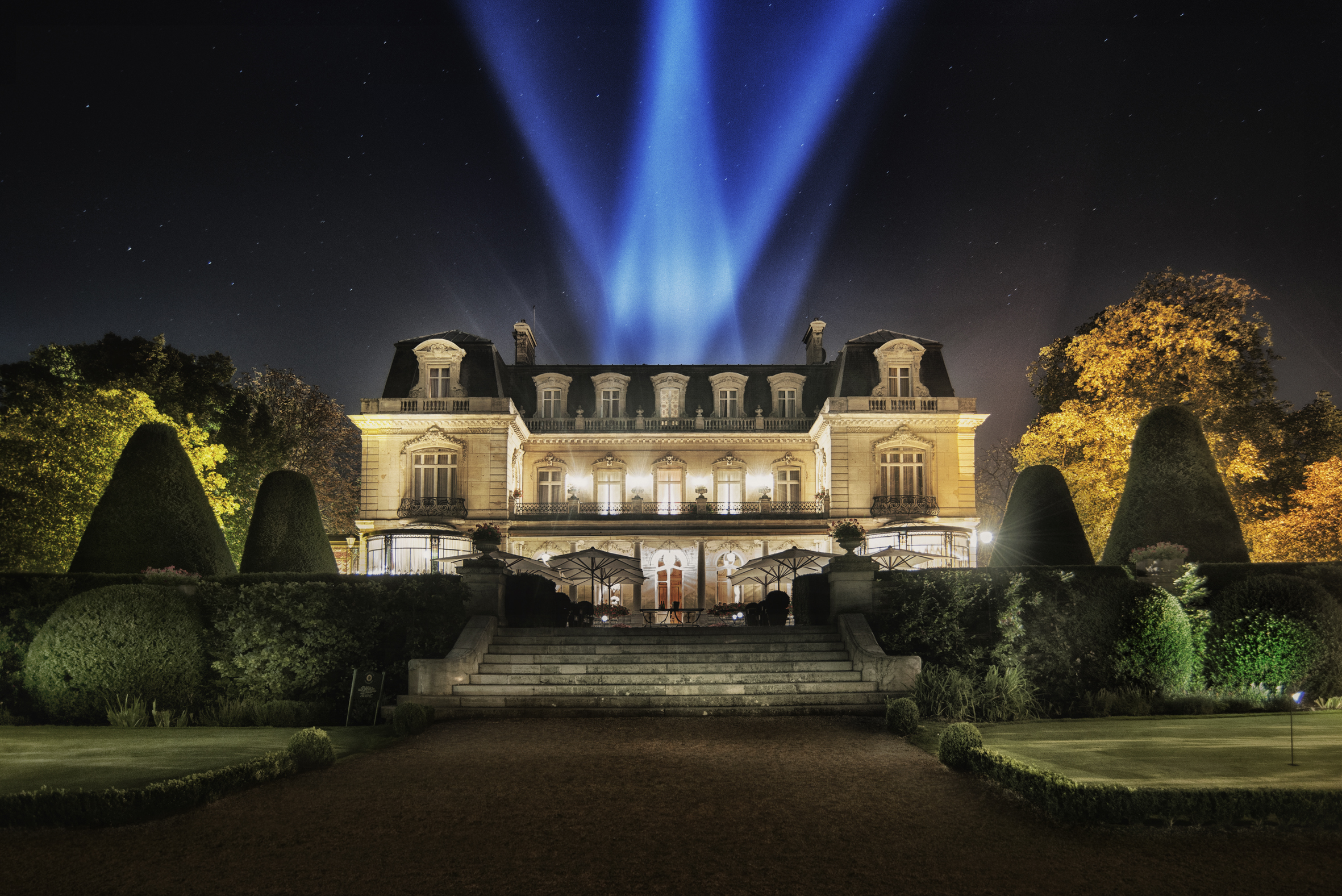
Vanuit het park
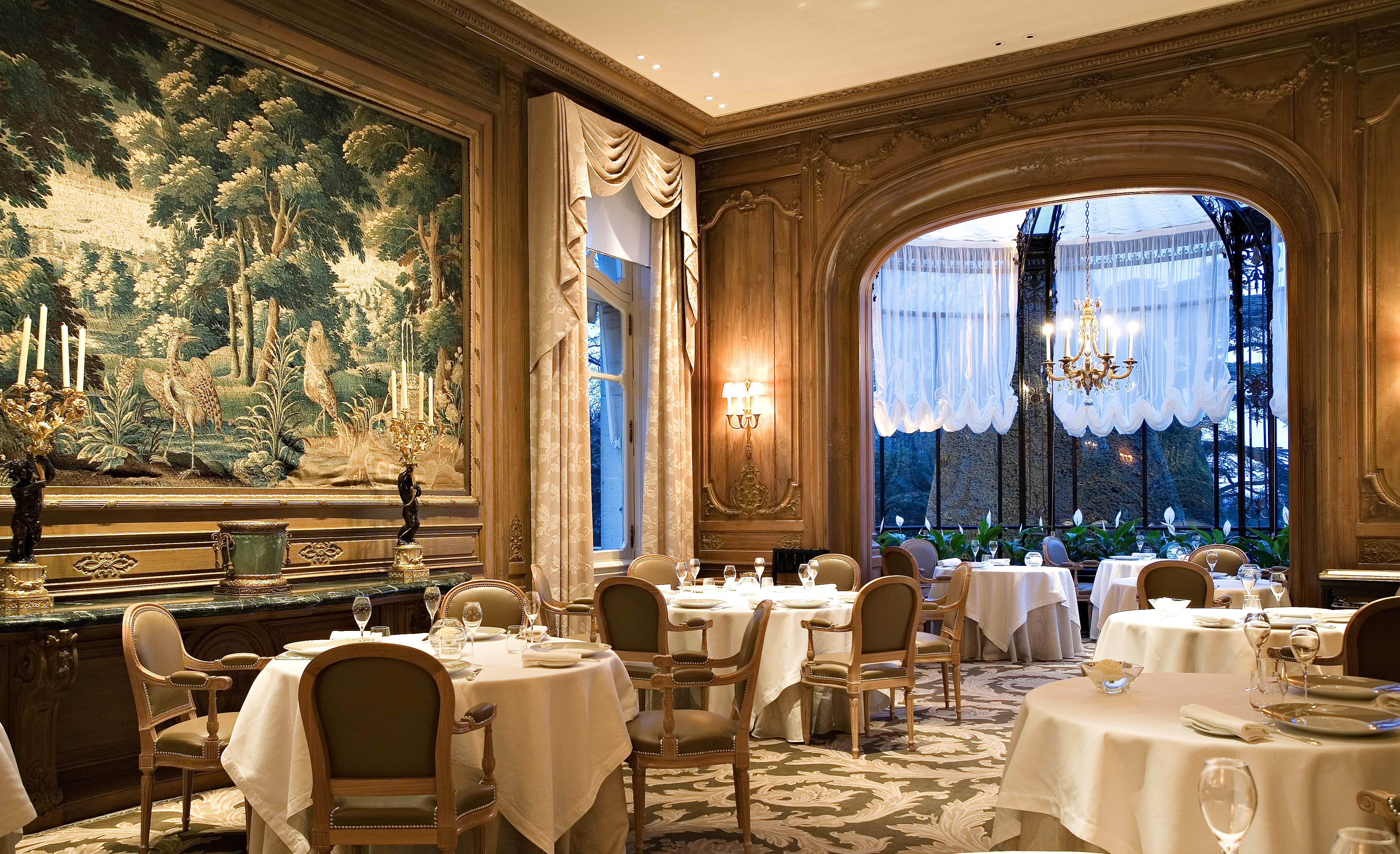
Interieur
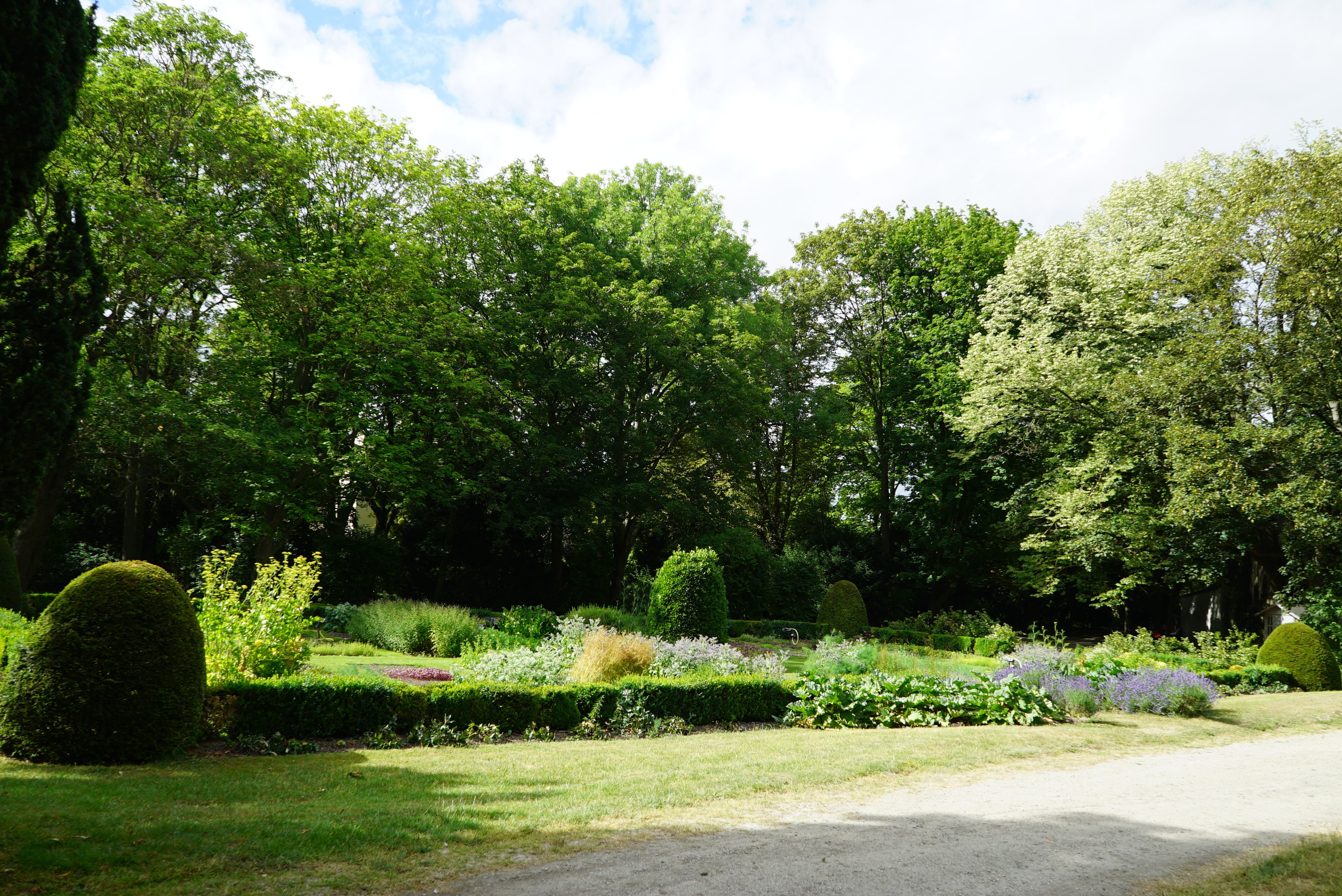
Moestuin
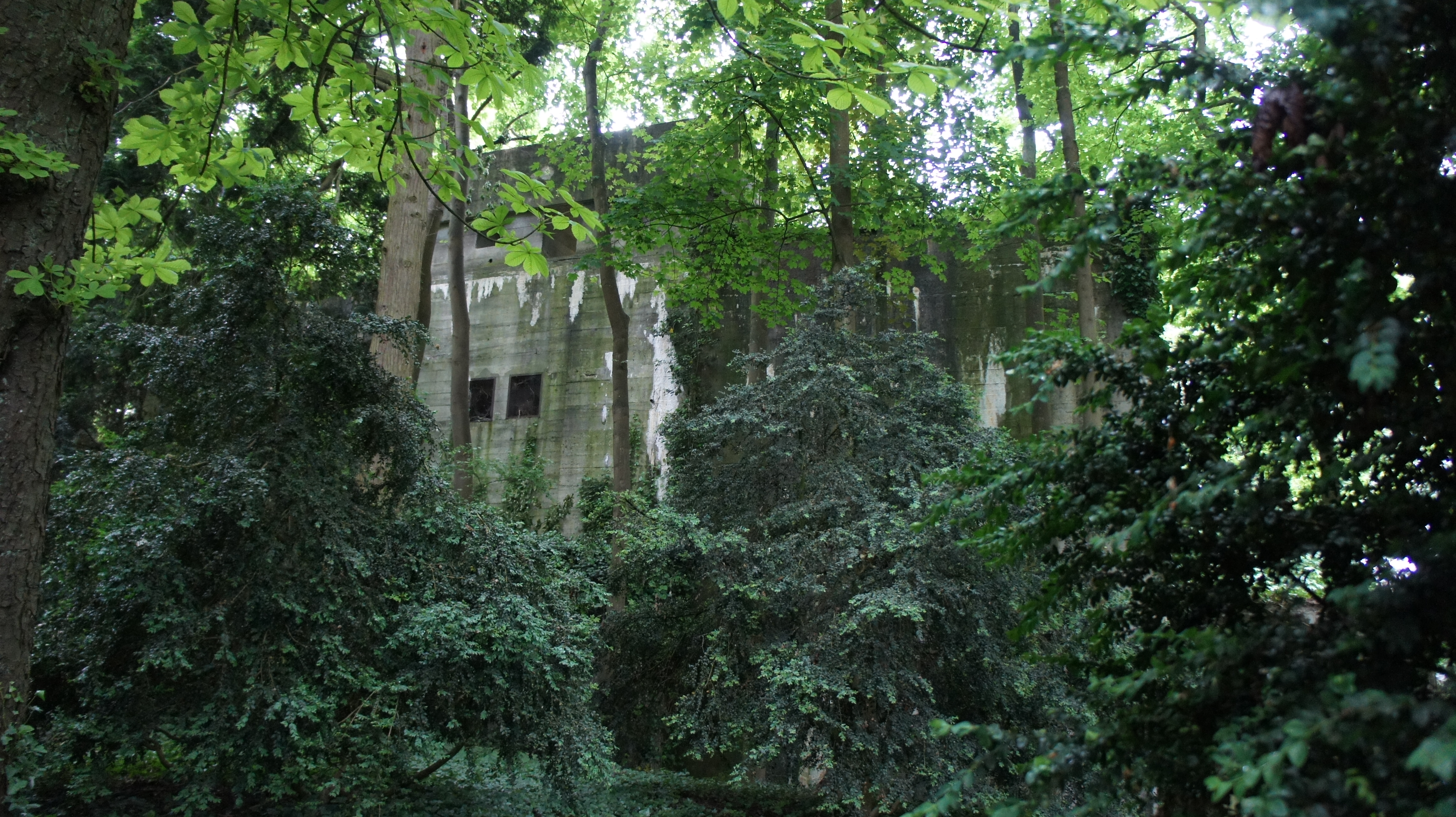
Bunker